# Хюютияйнен, Эйя
Эйя Хюютияйнен (фин. Eija Hyytiäinen; 4 января 1961 года, Саариярви) — финская лыжница, бронзовая медалистка Олимпийских игр в Сараево. Жена известного лыжника Кари Ристанена.

## Карьера
В Кубке мира Хюютияйнен дебютировала в 1982 году, тогда же впервые попала в десятку лучших на этапе Кубка мира. Всего в личных гонках имеет на своём счету 7 попаданий в десятку лучших на этапах Кубка мира. Лучшим достижением Хюютияйнен в общем итоговом зачёте Кубка мира является 15-е место в сезоне 1982/83.
На Олимпийских играх 1984 года в Сараево, завоевала бронзу в эстафете, а также стала 25-й в гонке на 10 км классикой, 19-й в гонке на 5 км коньком и 17-й в гонке на 20 км классикой.
На Олимпийских играх 1988 года в Калгари, заняла 32-е место в гонке на 20 км коньком.
Лучший результат спортсменки на чемпионатах мира, 12-е место в гонке на 10 км классикой на чемпионате мира-1987.